# Pica-pau-de-penacho
Pica-pau-de-penacho, pica-pau-de-pescoço-vermelho ou pica-pau-de-barriga-vermelha (Campephilus rubricollis) é um grande pica-pau amazônico. Tal ave mede cerca de 34 cm de comprimento, com plumagem negra no dorso e castanha ou avermelhada nas partes inferiores e cabeça vermelha com topete. Também é conhecida pelo nome de pica-pau-de-barriga-vermelha, pica-pau-de-peito-vermelho e uari.
A espécie pode ser encontrada em todos os estados da região norte do Brasil e no Mato Grosso, Tocantins, Goiás, Maranhão e Piauí.
Sua alimentação é composta basicamente por insetos, larvas e frutos.

## Subespécies
São reconhecidas três subespécies:
- Campephilus rubricollis rubricollis (Boddaert, 1783) - ocorre do Leste da Colômbia e Leste do Equador até o Sul da Venezuela, Guianas e Norte do Brasil;
- Campephilus rubricollis trachelopyrus (Malherbe, 1857) - ocorre do Nordeste do Peru até o Norte da Bolívia, na região de La Paz e no Oeste do Brasil, ao Sul do Rio Amazonas;
- Campephilus rubricollis olallae (Gyldenstolpe, 1945) - ocorre do Brasil, ao sul do Rio Amazonas até a Bolívia, na região de Cochabamba.